# Masaki Kashiwara
Masaki Kashiwara (em japonês:  柏原 正樹, Kashiwara Masaki; Yuki, 30 de janeiro de 1947) é um matemático japonês.
Kashiwara recebeu o Prêmio Kyoto em 2018 e o Prêmio Abel em 2025.

## Vida e obra
Masaki Kashiwara estudou na Universidade de Tóquio, onde obteve o bacharelado em 1969 e um mestrado em 1971, orientado por Mikio Satō, que foi seu orientador de doutorado em 1974 em Quioto. Em 1977/1978 esteve no Instituto de Estudos Avançados de Princeton. Foi a partir de 1971 assistente no Research Institute for Mathematical Sciences (RIMS), Universidade de Quioto, em 1973 professor assistente no RIMS, posto que também obteve em 1978 na Universidade de Nagoya, e a partir de 1984 professor no RIMS.[carece de fontes?]
É desde 2002 membro estrangeiro da Académie des Sciences. Foi palestrante plenário do Congresso Internacional de Matemáticos em Helsinque (1978: Microlocal Analysis) e palestrante convidado do Congresso Internacional de Matemáticos em Quioto (1990: Crystallizing the q-analogue of universal enveloping algebras).[carece de fontes?]
Recebeu o Prêmio Abel em 2025, sendo o primeiro japonês a receber a honraria. O Presidente do Comitê do Prêmio, Dr. Helge Holden, descreveu as contribuições de Kashiwara como "muito importantes em muitas áreas diferentes da matemática" e explicou que Kashiwara "resolveu algumas conjecturas em aberto — problemas difíceis que já existiam" e "abriu novos caminhos, ligando áreas que não se sabia estarem ligadas antes." A cerimônia de entrega do prêmio ocorrerá em 20 de maio de 2025, em Oslo, na Noruega.

## Obras
- com Pierre Schapira: Sheaves on Manifolds, Grundlehren der mathematischen Wissenschaften, Springer 1990
- com Victor Guillemin, Kawai Seminar on micro-local analysis, Princeton 1979
- com Teresa Fernandes Systems of microdifferential equations, Birkhäuser 1983
- Introduction to microlocal analysis, L´Enseignement Mathematique, Volume 32, 1986
- com Takahiro Kawai, Tatsuo Kimura Foundations of algebraic analysis, Princeton 1986
- Sato, Kawai: Microfunctions and pseudodifferential equations. In: Komatsu (Ed.): Hyperfunctions and pseudodifferential equations. Proceedings Katata 1971, Springer-Verlag, Notas de aula de matemática Volume 287, 1973, p. 265–529.
- Editor com Kawai: Algebraic analysis: papers dedicated to Professor Mikio Sato on the occasion of his sixtieth birthday, 2 Volumes, Academic Press 1988
- com Saito, Matsuo, Satake Topological field theory, primitive forms and related topics, Birkhäuser 1998
- com Tetsuji Miwa (Editor) Physical combinatorics, Birkhäuser 2000
- com Miwa (Editor) MathPhys odyssey 2001: integrable models and beyond: in honor of Barry M. McCoy, 2002
- D-modules and microlocal calculus, AMS 2003
- com Pierre Schapira Categories and sheaves, Springer 2006
- com Schapira Ind-Sheaves, Paris, Asterisque, 2001
- com Schapira Microlocal study of Sheaves, Asterisque 1985